# Al Amana
Al Amana — марокканская некоммерческая организация осуществляющая деятельность в сфере микрофинансового кредитования бедных слоев населения, лидер рынка микрофинансирования Марокко.
Была создана 13 февраля 1997 года и утвержден в качестве Ассоциации микрокредитования в Министерстве финансов Марокко 31 марта 2000 года. Создана на финансовые гранты в размере 110 000 000 марокканских дирхам (11 000 000 долларов), 48 % этой суммы было выделено агентством США по международному развитию, 42 % поступило от марокканского Фонда Хассана II.
Крупнейшая микрофинансовая сеть Марокко, имеет из более чем 547 точек обслуживания, включая 187 в городских и пригородных районах, 274 в сельской местности и 86 мобильных транспортных пунктов, обслуживающих самые изолированные районы страны.
В 2004 году вошла в число компаний-партнёров Всемирного женского банка, доля женщин среди клиентов компании составляет 41 %.
Начиная с 2012 года организация провела диверсификацию своих банковских продуктов в сторону микрокредитования слабо защищённых слоев населения. Организацией были разработаны специализированные программы микрокередитования беременных женщин и инвалидов. Параллельно была запущена информационная программа способствующая защитите клиентов от риска чрезмерной задолженности.
Организация имеет членство в следующих объединениях: FNAM (Национальная федерации микрокредитных ассоциаций Марокко); учредитель Sanabel (микрофинансовой сети арабских стран); Член международных сетей WWB (Всемирный женский банк); MFN (Микрофинансовая Сеть); CGAP (Консультативная группа по оказанию помощи бедным) и ряда других объединений.
Финансовые показатели: общий кредитный портфель — 238 000 000 долларов, активных клиентов — 315 000, всего сотрудников — 2117 человек из них 20 человек совет директоров.